# 운암중학교 (광주)
운암중학교(雲岩中學校)는 대한민국 광주광역시 북구 운암동에 있는 공립 중학교이다.

## 학교 연혁
- 1983년 1월 23일 : 운암중학교 설립 인가
- 1984년 3월 10일 : 개교 및 입학식(8학급 529명)
- 2014년 1월 30일 : 청운관 정비 사업 추진
- 2015년 8월 : 광주형자유학기제 운영(1학년 2학기) (~2016.02)
- 2017년 8월 14일 : 진로활동실 리모델링
- 2020년 3월 2일 : 창의융합형 과학실 모델학교 운영
- 2023년 3월 1일 : 그린스마트스쿨 미래형 학교 사업 추진
- 2023년 9월 1일 : 제16대 박명자 교장 취임
- 2025년 1월 9일 : 제41회 졸업식(176명, 총 졸업생 14,225명)
- 2025년 3월 4일 : 신입생 입학식(6개 학급 159명)

## 참고 자료
- 운암중학교 - 한국교육학술정보원 학교알리미